# Waterton River
Waterton River är ett vattendrag som flyter från delstaten Montana i USA till provinsen Alberta i Kanada.
Trakten runt Waterton River består till största delen av jordbruksmark. Runt Waterton River är det mycket glesbefolkat, med 3 invånare per kvadratkilometer.